# Dorisio Isorelli
Dorisio Isorelli (Parma, 1544 – Roma, 1632) è stato un compositore italiano.
In giovane età, e dopo i primi studi musicali, si recò a Roma, dove trascorse tutta la vita.
Compose le Lamentazioni del Giovedì Santo, numerosi madrigali e diverse laudi.

Assieme ad altri scrisse le musiche e collaborò alla messa in scena de  "La rappresentazione dell'anima e del corpo", opera/oratorio poetico-filosofica di E. Del Cavaliere.
Appartenne alla Congregazione dell'Oratorio, fondata da San Filippo Neri, in veste di fratello laico.

## Fonti
- Larousse de  la musique, Librairie Larousse, Parigi,  1957